# Hayley Simmonds
Hayley Simmonds (Redditch, 22 juli 1988) is een Brits wielrenster. Ze werd Brits kampioene tijdrijden in 2015 en 2016.

## Carrière
Simmonds is gespecialiseerd in het tijdrijden. Naast twee nationale titels behaalde ze podiumplekken in de tijdritten Chrono Champenois en Chrono des Nations. In 2017 won ze de tijdrit van de Omloop van Borsele. Namens Engeland won ze brons op de tijdrit tijdens de Gemenebestspelen 2018 in Gold Coast, Australië. Een jaar later won ze brons op de tijdrit tijdens de Europese Spelen 2019 in Minsk.
In 2016 reed Simmonds voor de Amerikaanse wielerploeg Unitedhealthcare. In 2017 en 2018 kwam ze uit voor het Britse WNT-Rotor en in 2019 voor de Sloveense ploeg BTC City Ljubljana. In 2020 reed ze voor het Belgische Ciclotel, in 2021 en 2022 voor CAMS-Tifosi en in 2023 voor Awol O'Shea.
Op 23 april 2023 werd Simmonds derde in de Spaanse gravelkoers La Indomable.

## Palmares

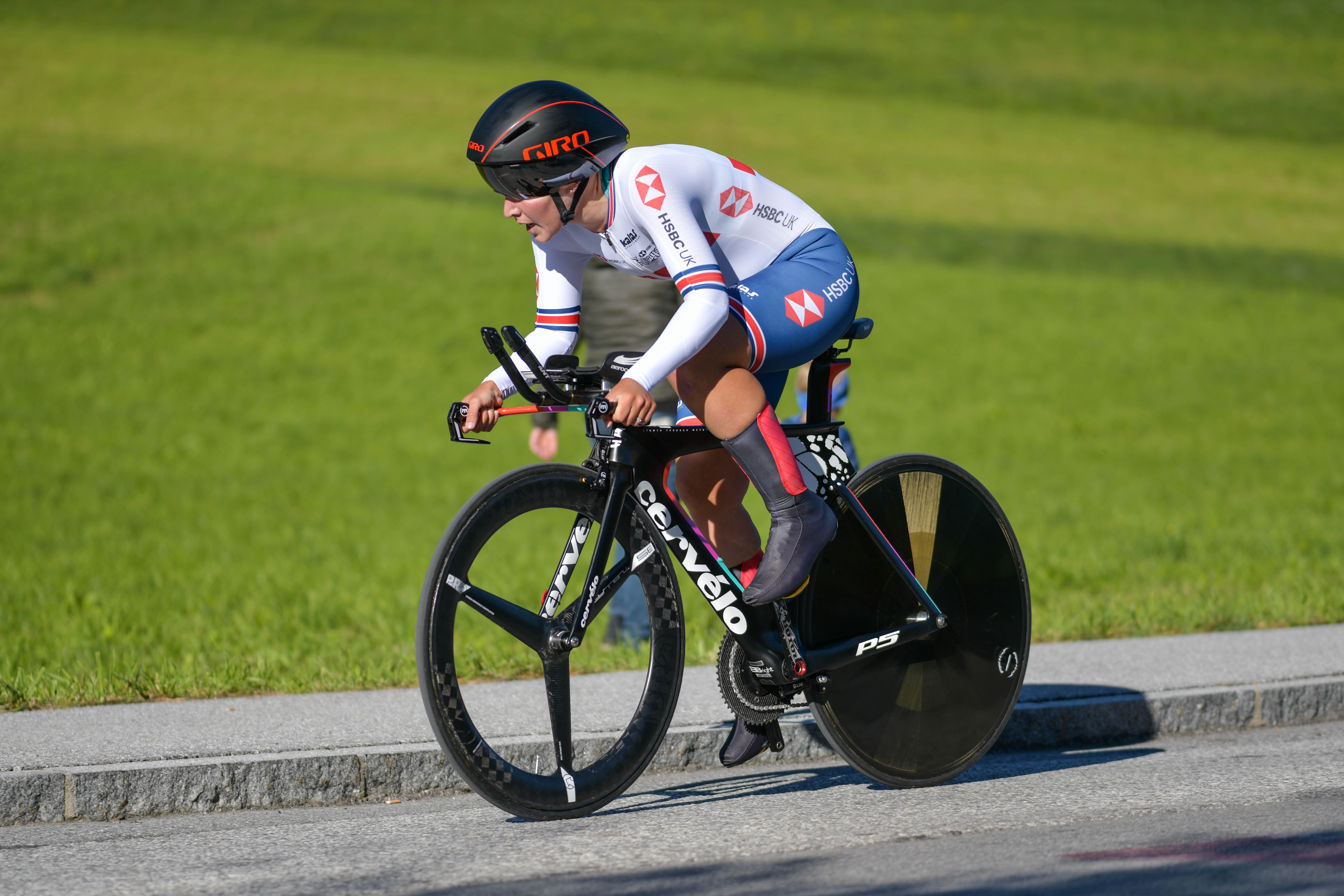
Tijdens het WK tijdrijden 2018.

2015
- Brits kampioene tijdrijden, Elite
- Chrono Champenois

2016
- Brits kampioene tijdrijden, Elite
- Chrono des Nations

2017
- Omloop van Borsele (tijdrit)
- 3e etappe Thüringen Rundfahrt
- Chrono des Nations

2018
- Individuele tijdrit, Commonwealth Games, Gold Coast

2019
- Individuele tijdrit, Europese Spelen

### Gravel
2023
- La Indomable